# Gente Que Transa
Gente que transa é um filme brasileiro de 1974, do gênero comédia, roteiro e direção de Sílvio de Abreu.

## Sinopse
Competindo para ganhar a concessão de um canal de televisão, Carlos Eduardo, descobre que seu concorrente Luiz Guilherme só vive para o trabalho, sem tempo para o contato social, mostra para ele um mundo de mulheres e farras, para derrotar o outro candidato.

## Elenco
- Adriano Reys ... Luiz Guilherme
- Carlos Eduardo Dolabella ... Carlos Eduardo
- José Lewgoy ... Casimiro Bilac
- Renato Consorte ... Gigi
- Márcia Maria ... Denise
- Elke Maravilha ... Esmeralda
- Lúcia Mello ... Cleonice
- Eugenio Kusnet
- Marcos Miranda ... Camonetti
- Dave Gordon ... Zulu
- Beto Simões
- Tânia Caldas ... Alexandra
- Jaime Moraes ... Pinheirão
- Jorge Müller ... Pinheiro
- Hovanes Malghossian ... Pinheirinho
- Bartira
- Seitan Baulac
- André Bulhões
- Eduardo Cabús
- Helena da Silva
- José Carlos Domenico ... Pipi
- Vinicius Kruger ... Malilouco
- Carlos Olímpio
- Pedro Perurena ... Pepe
- Marisa Rangel
- Sílvia Regina
- Sílvio Robato
- Roberto Rocco
- Mauro Silva ... Maurinho
- Maridelma Teixeira
- Valeria Vidal